# A Dominikai Köztársaság az 1996. évi nyári olimpiai játékokon
A Dominikai Köztársaság az egyesült államokbeli Atlantában megrendezett 1996. évi nyári olimpiai játékok egyik részt vevő nemzete volt. Az országot az olimpián 7 sportágban 16 sportoló képviselte, akik érmet nem szereztek.

## Asztalitenisz
| Versenyző    | Versenyszám | Csoportkör                                                                                  | Csoportkör | Nyolcaddöntő      | Negyeddöntő       | Elődöntő          | Döntő             | Helyezés |
| Versenyző    | Versenyszám | Ellenfél Eredmény                                                                           | Hely.      | Ellenfél Eredmény | Ellenfél Eredmény | Ellenfél Eredmény | Ellenfél Eredmény | Helyezés |
| ------------ | ----------- | ------------------------------------------------------------------------------------------- | ---------- | ----------------- | ----------------- | ----------------- | ----------------- | -------- |
| Blanca Alejo | Egyes       | H csoport · Kojama Csire (JPN) · 0:2 · Irina Palina (RUS) · 0:2 · Jana Dobešová (CZE) · 0:2 | 4.         | kiesett           | kiesett           | kiesett           | kiesett           | 49.      |

## Atlétika
Férfi
| Versenyző        | Versenyszám | Előfutam | Előfutam | Előfutam | Negyeddöntő | Negyeddöntő | Negyeddöntő | Elődöntő | Elődöntő | Elődöntő | Döntő   | Döntő    |
| Versenyző        | Versenyszám | Idő      | Hely.    | Össz.    | Idő         | Hely.       | Össz.       | Idő      | Hely.    | Össz.    | Idő     | Helyezés |
| ---------------- | ----------- | -------- | -------- | -------- | ----------- | ----------- | ----------- | -------- | -------- | -------- | ------- | -------- |
| Adalberto Méndez | 100 m       | 10,60    | 6.       | 69.      | kiesett     | kiesett     | kiesett     | kiesett  | kiesett  | kiesett  | kiesett | kiesett  |

| Versenyző     | Versenyszám | Selejtező | Selejtező | Döntő    | Döntő    |
| Versenyző     | Versenyszám | Eredmény  | Helyezés  | Eredmény | Helyezés |
| ------------- | ----------- | --------- | --------- | -------- | -------- |
| Julio Luciano | Magasugrás  | 220 cm    | 25.       | kiesett  | kiesett  |

Női
| Versenyző              | Versenyszám | Selejtező | Selejtező | Döntő    | Döntő    |
| Versenyző              | Versenyszám | Eredmény  | Helyezés  | Eredmény | Helyezés |
| ---------------------- | ----------- | --------- | --------- | -------- | -------- |
| Juana Rosario Arrendel | Magasugrás  | 180 cm    | 28.       | kiesett  | kiesett  |

## Birkózás
Kötöttfogású
| Versenyző       | Versenyszám | 32-es főtábla             | Nyolcaddöntő      | Negyeddöntő       | Elődöntő          | Vigaszág 2. kör            | Vigaszág 3. kör               | Vigaszág 4. kör   | Vigaszág 5. kör   | Vigaszág 6. kör   | Bronz- mérkőzés   | Döntő             | Helyezés |
| Versenyző       | Versenyszám | Ellenfél Eredmény         | Ellenfél Eredmény | Ellenfél Eredmény | Ellenfél Eredmény | Ellenfél Eredmény          | Ellenfél Eredmény             | Ellenfél Eredmény | Ellenfél Eredmény | Ellenfél Eredmény | Ellenfél Eredmény | Ellenfél Eredmény | Helyezés |
| --------------- | ----------- | ------------------------- | ----------------- | ----------------- | ----------------- | -------------------------- | ----------------------------- | ----------------- | ----------------- | ----------------- | ----------------- | ----------------- | -------- |
| Ulises Valentin | 52 kg       | Ibad Ahmedov (BLR) · 0–11 |                   |                   |                   | Joël Basaldua (PER) · 14–1 | Dariusz Jabłoński (POL) · 0–3 | kiesett           | kiesett           | kiesett           | kiesett           |                   | 13.      |

## Cselgáncs
Férfi
| Versenyző              | Versenyszám | Selejtező         | 32-es főtábla                | Nyolcaddöntő      | Negyeddöntő       | Elődöntő          | Vigaszág első kör          | Vigaszág negyeddöntő | Vigaszág elődöntő | Bronz- mérkőzés   | Döntő             | Helyezés |
| Versenyző              | Versenyszám | Ellenfél Eredmény | Ellenfél Eredmény            | Ellenfél Eredmény | Ellenfél Eredmény | Ellenfél Eredmény | Ellenfél Eredmény          | Ellenfél Eredmény    | Ellenfél Eredmény | Ellenfél Eredmény | Ellenfél Eredmény | Helyezés |
| ---------------------- | ----------- | ----------------- | ---------------------------- | ----------------- | ----------------- | ----------------- | -------------------------- | -------------------- | ----------------- | ----------------- | ----------------- | -------- |
| Francis Figuereo       | Harmatsúly  | erőnyerő          | Udo Quellmalz (GER) · V      |                   |                   |                   | Israel Hernández (CUB) · V | kiesett              | kiesett           | kiesett           |                   | 13.      |
| José Augusto Geraldino | Nehézsúly   | erőnyerő          | Szergej Koszorotov (RUS) · V | kiesett           | kiesett           | kiesett           |                            |                      |                   |                   |                   | 21.      |

Női
| Versenyző  | Versenyszám | Selejtező         | Nyolcaddöntő                | Negyeddöntő                         | Elődöntő          | Vigaszág első kör | Vigaszág negyeddöntő  | Vigaszág elődöntő | Bronz- mérkőzés   | Döntő             | Helyezés |
| Versenyző  | Versenyszám | Ellenfél Eredmény | Ellenfél Eredmény           | Ellenfél Eredmény                   | Ellenfél Eredmény | Ellenfél Eredmény | Ellenfél Eredmény     | Ellenfél Eredmény | Ellenfél Eredmény | Ellenfél Eredmény | Helyezés |
| ---------- | ----------- | ----------------- | --------------------------- | ----------------------------------- | ----------------- | ----------------- | --------------------- | ----------------- | ----------------- | ----------------- | -------- |
| Dulce Piña | Középsúly   | erőnyerő          | Priscilla Cherry (MRI) · GY | Cso Minszon (Jo Min-Seon) (KOR) · V |                   |                   | Wang Xianbo (CHN) · V | kiesett           | kiesett           |                   | 9.       |

## Ökölvívás
| Versenyző         | Versenyszám  | Selejtező                           | Nyolcaddöntő              | Negyeddöntő       | Elődöntő          | Döntő             | Helyezés |
| Versenyző         | Versenyszám  | Ellenfél Eredmény                   | Ellenfél Eredmény         | Ellenfél Eredmény | Ellenfél Eredmény | Ellenfél Eredmény | Helyezés |
| ----------------- | ------------ | ----------------------------------- | ------------------------- | ----------------- | ----------------- | ----------------- | -------- |
| José Pérez        | Papírsúly    | Sabin Marius Bornei (ROU) · 10–16   | kiesett                   | kiesett           | kiesett           | kiesett           | 17.      |
| Joan Guzman       | Légsúly      | Omar Narváez (ARG) · 4–9            | kiesett                   | kiesett           | kiesett           | kiesett           | 17.      |
| Johnny Nolasco    | Harmatsúly   | Steve Naraina (MRI) · 18–14         | Hicham Nafil (MAR) · 6–18 | kiesett           | kiesett           | kiesett           | 9.       |
| Miguel Mojica     | Könnyűsúly   | Tümentsetsegiin Üitümen (MGL) · 1–7 | kiesett                   | kiesett           | kiesett           | kiesett           | 17.      |
| Rogelio Martínez  | Váltósúly    | Hasan Al (DEN) · RSC                | kiesett                   | kiesett           | kiesett           | kiesett           | 17.      |
| Gabriel Hernández | Félnehézsúly | Sybrand Botes (RSA) · 11–16         | kiesett                   | kiesett           | kiesett           | kiesett           | 17.      |

## Súlyemelés
| Versenyző        | Versenyszám | Szakítás | Szakítás | Lökés    | Lökés    | Összesen | Helyezés |
| Versenyző        | Versenyszám | Eredmény | Helyezés | Eredmény | Helyezés | Összesen | Helyezés |
| ---------------- | ----------- | -------- | -------- | -------- | -------- | -------- | -------- |
| Alfonso Grullart | 64 kg       | 115,0    | 29.*     | 145,0    | 29.*     | 260,0    | 30.      |

* - másik versenyzővel azonos eredményt ért el

## Tenisz
Női
| Versenyző    | Versenyszám | 64-es főtábla                   | 32-es főtábla     | Nyolcaddöntő      | Negyeddöntő       | Elődöntő          | Bronz- mérkőzés   | Döntő             | Helyezés |
| Versenyző    | Versenyszám | Ellenfél Eredmény               | Ellenfél Eredmény | Ellenfél Eredmény | Ellenfél Eredmény | Ellenfél Eredmény | Ellenfél Eredmény | Ellenfél Eredmény | Helyezés |
| ------------ | ----------- | ------------------------------- | ----------------- | ----------------- | ----------------- | ----------------- | ----------------- | ----------------- | -------- |
| Joëlle Schad | Egyes       | Martina Hingis (SUI) · 0–6, 1–6 | kiesett           | kiesett           | kiesett           | kiesett           | kiesett           | kiesett           | 33.      |